# Головнокомандування Вермахту «Схід»
Не варто плутати з Командування Імперської армії Німеччини «Обер Ост» часів Першої світової війни
Головнокомандування Вермахту «Схід» (нім. Oberbefehlshaber Ost) — об'єднане стратегічне головнокомандування усіма видами Збройних сил Німеччини під час Другої світової війни на Сході Третього Рейху на початковому етапі війни.

## Головнокомандувачі
| 3 жовтня       | 20 жовтня 1939 | генерал-полковник Герд фон Рундштедт   |
| 20 жовтня 1939 | 1 травня 1940  | генерал-полковник Йоганес Бласковіц    |
| 1 травня       | 21 липня 1940  | генерал кінноти Курт Людвіґ фон Ґінант |

## Райони дій
- Генеральна губернія (3 жовтня 1939 — 21 липня 1940).